# Culicoides novairelandi
Culicoides novairelandi är en tvåvingeart som beskrevs av Tokunaga 1962. Culicoides novairelandi ingår i släktet Culicoides och familjen svidknott. Inga underarter finns listade i Catalogue of Life.